# Montfort-le-Gesnois
Pour les articles homonymes, voir Montfort.
Montfort-le-Gesnois [mɔ̃fɔʁ lə ʒɛnwa] est une commune française, située dans le département de la Sarthe en région Pays de la Loire, peuplée de 2 928 habitants (les Montgesnois).
Montfort-le-Gesnois est également le siège de la communauté de communes « Le Gesnois Bilurien ». Elle a été chef-lieu du canton de Montfort-le-Gesnois jusqu'en 2015.
La commune fait partie de la province historique du Maine, et se situe dans le Haut-Maine.

## Géographie
La commune de Montfort-le-Gesnois est située à 17 km à l'est du centre du Mans, à 23 km au sud-ouest du centre de La Ferté-Bernard.
Elle est traversée par l’Huisne.
| Saint-Corneille      | Lombron             |          |
|                      | Montfort-le-Gesnois | Connerré |
| Saint-Mars-la-Brière |                     | Soulitré |

### Anciennes paroisses
Montfort-le-Gesnois est composé de trois anciennes paroisses :
- Montfort-le-Rotrou ;
- Pont-de-Gennes ;
- Saussay.

### Hameaux, lieux-dits et écarts
- Le champ du Codicille
- Tuaudières

### Climat
Pour des articles plus généraux, voir Climat des Pays de la Loire et Climat de la Sarthe.
En 2010, le climat de la commune est de type climat océanique dégradé des plaines du Centre et du Nord, selon une étude du CNRS s'appuyant sur une série de données couvrant la période 1971-2000. En 2020, Météo-France publie une typologie des climats de la France métropolitaine dans laquelle la commune est exposée à un climat océanique altéré et est dans la région climatique  Moyenne vallée de la Loire, caractérisée par une bonne insolation (1 850 h/an) et un été peu pluvieux. 
Pour la période 1971-2000, la température annuelle moyenne est de 11,4 °C, avec une amplitude thermique annuelle de 14,3 °C. Le cumul annuel moyen de précipitations est de 716 mm, avec 11,6 jours de précipitations en janvier et 7,1 jours en juillet. Pour la période 1991-2020, la température moyenne annuelle observée sur la station météorologique de Météo-France la plus proche, sur la commune de Saint-Corneille à 6 km à vol d'oiseau, est de 12,0 °C et le cumul annuel moyen de précipitations est de 774,0 mm,. Pour l'avenir, les paramètres climatiques de la commune estimés pour 2050 selon différents scénarios d'émission de gaz à effet de serre sont consultables sur un site dédié publié par Météo-France en novembre 2022.

## Urbanisme

### Typologie
Au 1er janvier 2024, Montfort-le-Gesnois est catégorisée bourg rural, selon la nouvelle grille communale de densité à sept niveaux définie par l'Insee en 2022.
Elle appartient à l'unité urbaine de Champagné, une agglomération intra-départementale regroupant trois  communes, dont elle est ville-centre,,. Par ailleurs la commune fait partie de l'aire d'attraction du Mans, dont elle est une commune de la couronne,. Cette aire, qui regroupe 144 communes, est catégorisée dans les aires de 200 000 à moins de 700 000 habitants,.

### Occupation des sols
L'occupation des sols de la commune, telle qu'elle ressort de la base de données européenne d’occupation biophysique des sols Corine Land Cover (CLC), est marquée par l'importance des territoires agricoles (55,6 % en 2018), une proportion sensiblement équivalente à celle de 1990 (56,1 %). La répartition détaillée en 2018 est la suivante : forêts (32,1 %), prairies (22,3 %), terres arables (20,1 %), zones agricoles hétérogènes (13,3 %), zones urbanisées (10,8 %), zones industrielles ou commerciales et réseaux de communication (1,4 %), eaux continentales (0,1 %). L'évolution de l’occupation des sols de la commune et de ses infrastructures peut être observée sur les différentes représentations cartographiques du territoire : la carte de Cassini (XVIIIe siècle), la carte d'état-major (1820-1866) et les cartes ou photos aériennes de l'IGN pour la période actuelle (1950 à aujourd'hui).

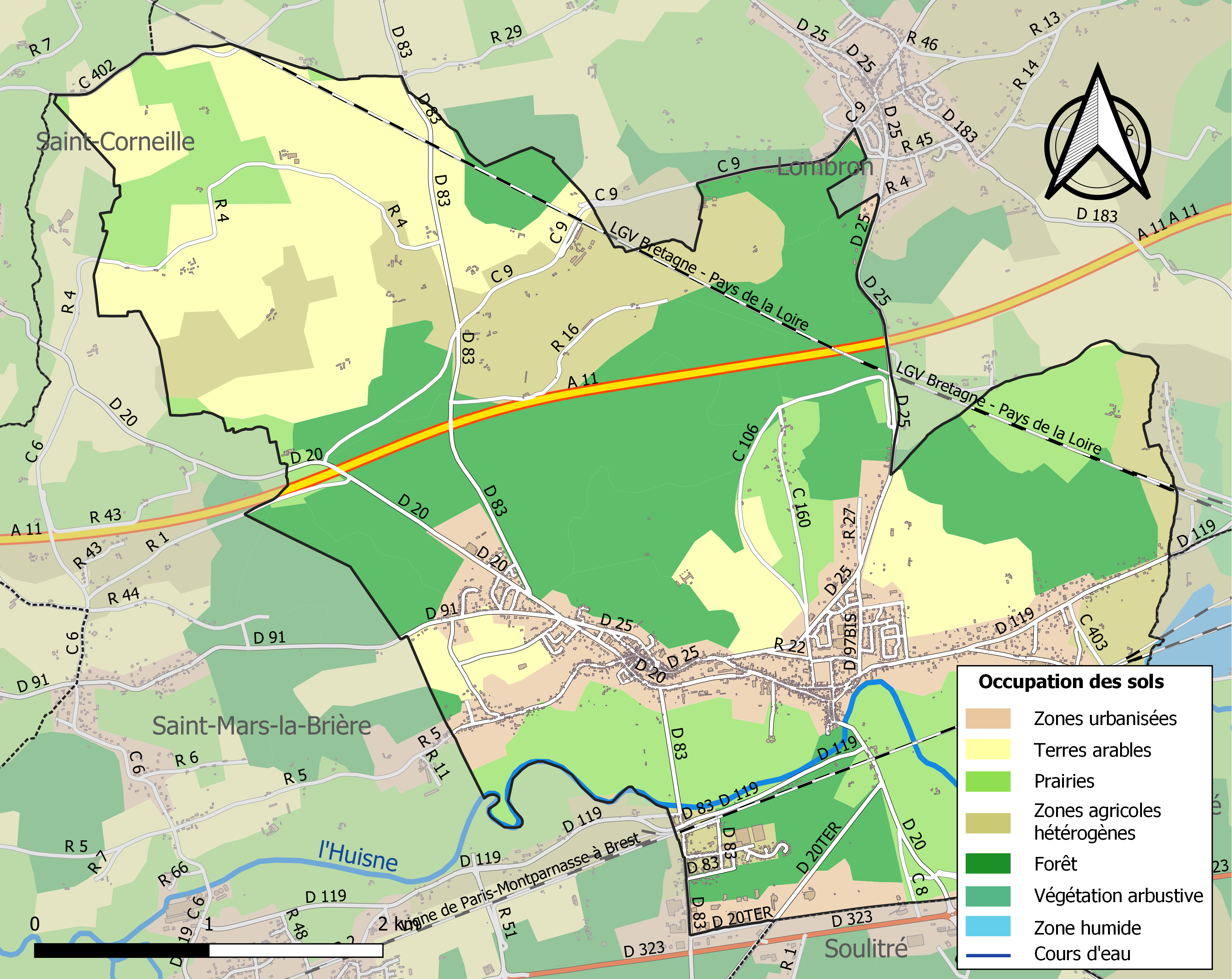
Carte des infrastructures et de l'occupation des sols de la commune en 2018 (CLC).

## Toponymie
Le nom de la commune a été composé à partir de ceux des communes fusionnées en 1985 de Montfort-le-Rotrou et de Pont-de-Gênes :
- Montfort-le-Rotrou dont le nom désigne une « colline fortifiée » faisant partie de l'apanage de la famille de Rotrou, seigneurs de Nogent et de Mortagne, vicomtes de Châteaudun (956-1260) et comtes du Perche (1126-1226) ; durant la Révolution, cette commune a porté le nom de Montfort-sur-Huisne[14].
- Pont-de-Gênes ou Pont-de-Gennes qui tient son nom d'une fondation gallo-romaine appelée Vicus de Genida ou « village de Genida » et où le franchissement de l'Huisne était assuré par un pont romain dont il ne reste qu'une arche[15].

## Histoire

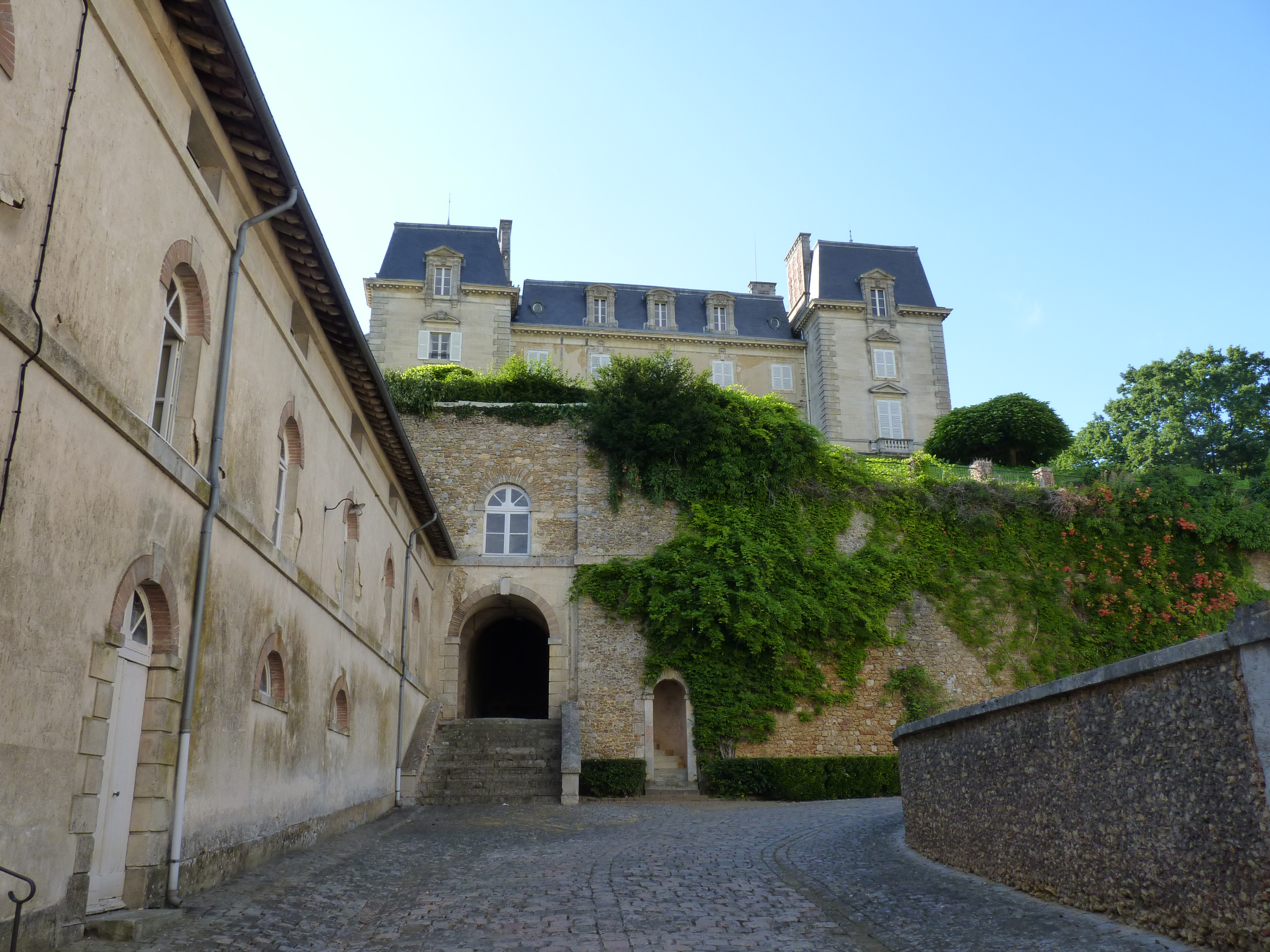
Le château de Montfort-le-Rotrou.

Le village de Montfort-le-Gesnois est issu du rapprochement de deux communes : Montfort-le-Rotrou et Pont-de-Gennes le 1er janvier 1986 (arrêté préfectoral de fusion simple du 1er novembre 1985).

### Seigneurs
- Comme le nom « Rotrou » l'indique, les premiers seigneurs connus de Montfort[Note 6] sont les comtes du Perche, vicomtes de Châteaudun, sires ou comtes de Nogent et de Mortagne. Plus précisément, on trouve vers 1100 Montfort-le-Gesnois aux mains de Rotrou Ier de Montfort, fils de Rotrou II du Perche, Ier de Châteaudun et frère benjamin d'Hugues III de Châteaudun et Geoffroy II du Perche, puis à ses descendants jusqu'à Jeanne, dame de Montfort-le Rotrou, Vibraye, Bonnétable, Semblançay, ainsi que de Châteaux et Saint-Christophe.
- Montfort passe ensuite aux Parthenay car Guillaume VI de Parthenay (vers 1255-1315/1322) épouse Jeanne de Rotrou du Perche, puis aux d'Harcourt car Isabelle de Parthenay, petite-fille de Guillaume VI, Jeanne du Perche-Rotrou, épouse en 1315 Jean IV comte d'Harcourt (mort en 1346 à Crécy), et aux Ferrières car Marguerite d'Harcourt-La-Ferté-Imbault, petite-fille de Jean IV, Isabeau de Parthenay, épouse en 1402 Jean III de Ferrières.
- Léonore de Ferrières dame de Montfort-le-Rotrou au XVIe siècle, arrière-arrière-petite-fille de Jean III, Marguerite d'Harcourt, fille de Jean V de Ferrières (mort en 1504), épouse Jacques de Montigny du Fresne (issu en lignée féminine de Pierre Ier comte de Vendôme), puis Christophe de Montberon vicomte d'Aunay. D'où sa fille Jacqueline de Montigny, dame de Montfort-le-Rotrou, épouse en 1537 Paul de Chabot-Jarnac de Clervaux petit-fils de Renaud Chabot, puis François de Daillon de Sautray fils de Jean II Daillon comte du Lude et d'Anne de Bastarnay ; sans postérité.
- succession, par Catherine-Renée de Ferrières, sœur cadette de Léonore de Ferrières ci-dessus et femme de François II de Pons, à leur fils Antoine seigneur de Pons (1510-vers 1580), cousin germain de Jacqueline de Montigny ci-dessus et père par son 2e mariage avec Marie-Salomé de Montchenu dame de Guercheville ; en 1re noces, il avait épousé Anne de Parthenay-Soubise, fille de Jean IV, sœur de Jean V et tante de Catherine de Parthenay-Soubise d'Antoinette de Pons (vers 1560-1632) ; dame de La Roche-Guyon par son 1er mariage avec Henri de Silly, et marquise de Guercheville), qui épouse 2e Charles du Plessis-Liancourt (mort en 1620). Montfort-le-Rotrou est érigé en marquisat en février 1616. Leur fils Roger (1609-1674) ; x Jeanne de Schomberg fille du maréchal Henri) en hérite, avec son fils Henri-Roger, (mort en 1646), mari en 1643 d'Anne-Élisabeth de Lannoy : parents de Jeanne-Charlotte du Plessis-Liancourt (1644-1669), qui épouse en 1659 son cousin issu de germain François VII de La Rochefoucauld, d'où François VIII (1663-1728). En effet, Gabrielle (morte en 1672=, fille de Charles du Plessis-Liancourt et d'Antoinette de Pons, sœur de Roger ci-dessus et femme en 1611 de François V duc de La Rochefoucauld (1588-1650) était la mère de François VI duc de La Rochefoucauld (1613-1680), le célèbre moraliste auteur des Maximes, mari en 1628 d'Andrée de Vivonne de La Châtaigneraie et père de François VII (1634-1714).
- Vers 1660, François VII et Jeanne-Charlotte du Plessis vendent le marquisat de Montfort-le-Rotrou à Louis-Anne de Bresseau, confirmé comme marquis en août 1661. Lui succèdent comme marquis de Montfort ses fils Louis-Anne-Antoine, dès 1663 et jusqu'à 1693 au moins, puis Louis de Bresseau, qui épouse Jacquine-Françoise de Courtarvel de Pezé : parents de François, et de Renée/Reine-Louise-Françoise de Bresseau qui hérite du domaine de Montfort-le-Rotrou (partage familial du 21 février 1730) et épouse Claude-Jacques-César comte de Murat[17],[18], né en 1692, fils de Nicolas de Murat comte de Gilbertès qui épouse en 1691 Henriette-Julie de Castelnau (1670-1716). D'où  Claude-François de Murat (1732-1803), père de Louis de Murat, père lui-même de Charlotte-Marie de Murat (1788-1842), qui épouse en 1806 Aymar-Tanguy-Raymond-(Jean) de Nicolaÿ-Goussainville[19], frère d'Aymar-François et d'Aymard-Charles-Marie-Théodore : avec postérité.

L’ancienne forteresse féodale connue sous le nom de Montfort-le-Rotrou fait place au début du XIXe siècle à une vaste demeure. En effet, en 1820, le comte Raymond de Murat demande à l’architecte parisien d’élever une grande villa à l’italienne, couverte d’un toit à faible pente. Cet édifice néo-classique est de nouveau remanié à la fin du Second Empire, agrandi et doté de hauts combles, dans un style inspiré de celui du XVIIIe siècle. Le parc paysager est quant à lui redessiné en 1860 par Varé et comprend une orangeraie.

## Démographie
L'évolution du nombre d'habitants est connue à travers les recensements de la population effectués dans la commune depuis 1793. Pour les communes de moins de 10 000 habitants, une enquête de recensement portant sur toute la population est réalisée tous les cinq ans, les populations de référence des années intermédiaires étant quant à elles estimées par interpolation ou extrapolation. Pour la commune, le premier recensement exhaustif entrant dans le cadre du nouveau dispositif a été réalisé en 2007.
En 2022, la commune comptait 2 928 habitants, en évolution de −2,01 % par rapport à 2016 (Sarthe : −0,25 %, France hors Mayotte : +2,11 %).
| 1793 | 1800 | 1806 | 1821 | 1831  | 1836  | 1841  | 1846  | 1851  |
| ---- | ---- | ---- | ---- | ----- | ----- | ----- | ----- | ----- |
| 756  | 826  | 855  | 871  | 1 027 | 1 091 | 1 025 | 1 010 | 1 048 |

| 1856 | 1861 | 1866 | 1872 | 1876 | 1881 | 1886 | 1891 | 1896 |
| ---- | ---- | ---- | ---- | ---- | ---- | ---- | ---- | ---- |
| 957  | 958  | 893  | 907  | 864  | 867  | 872  | 875  | 892  |

| 1901 | 1906 | 1911 | 1921 | 1926 | 1931 | 1936 | 1946 | 1954 |
| ---- | ---- | ---- | ---- | ---- | ---- | ---- | ---- | ---- |
| 932  | 940  | 930  | 792  | 760  | 802  | 864  | 968  | 964  |

| 1962 | 1968  | 1975  | 1982  | 1990  | 1999  | 2006  | 2007  | 2012  |
| ---- | ----- | ----- | ----- | ----- | ----- | ----- | ----- | ----- |
| 987  | 1 013 | 1 218 | 2 427 | 2 657 | 2 884 | 3 050 | 3 074 | 3 044 |

| 2017  | 2022  | - | - | - | - | - | - | - |
| ----- | ----- | - | - | - | - | - | - | - |
| 2 973 | 2 928 | - | - | - | - | - | - | - |

## Culture locale et patrimoine

### Lieux et monuments

#### Patrimoine civil
- Le château de Montfort-le-Rotrou, de style italien, domine le bourg, perché sur une butte bordant la prairie de l'Huisne, juste derrière l'église Notre-Dame.
- Le pont romain sur l’Huisne, du XVe siècle, inscrit au titre des monuments historiques en 1927[31]. De l’édifice originel de l'an 50 ne subsistent aujourd'hui que quelques arches.
- Le parc des Sittelles, à la limite de Soulitré, comprenant l'espace « aqualudique » Sittellia, proposant un ensemble d'installations sportives et ludiques couvert (ouvert l'été), et Loc'Action, parc de loisirs La belle inutile avec kart, moto, quad, pocket-bike sur circuit homologué de 900 m.
- La gare de Montfort-le-Gesnois.
- Le pont des 24 Heures sur la nationale de Le Mans à Chartres qui permettait le passage sous la route lors de la course du grand prix initiatrice des futures 24 Heures du Mans.

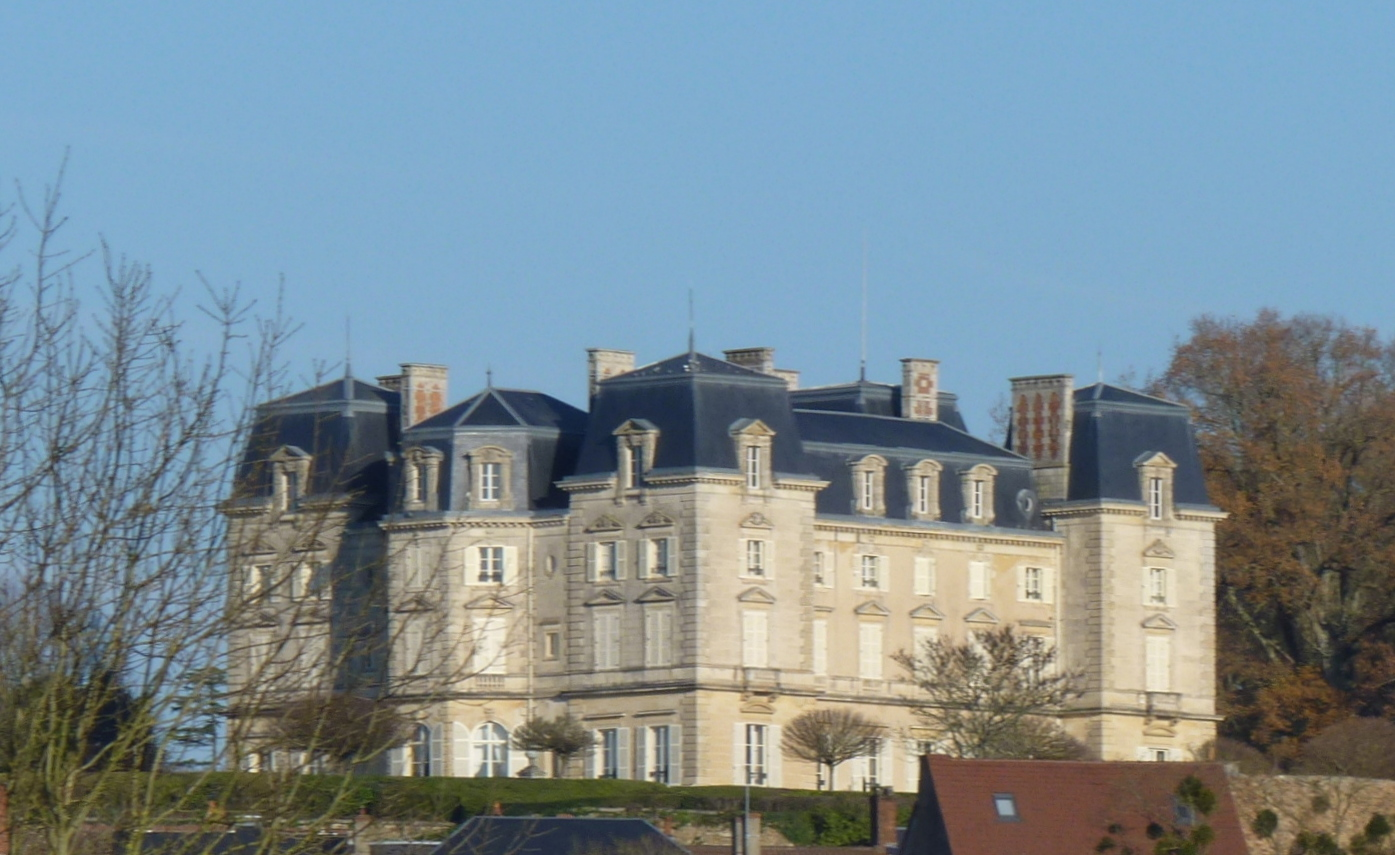
Le château de Montfort-le-Rotrou.
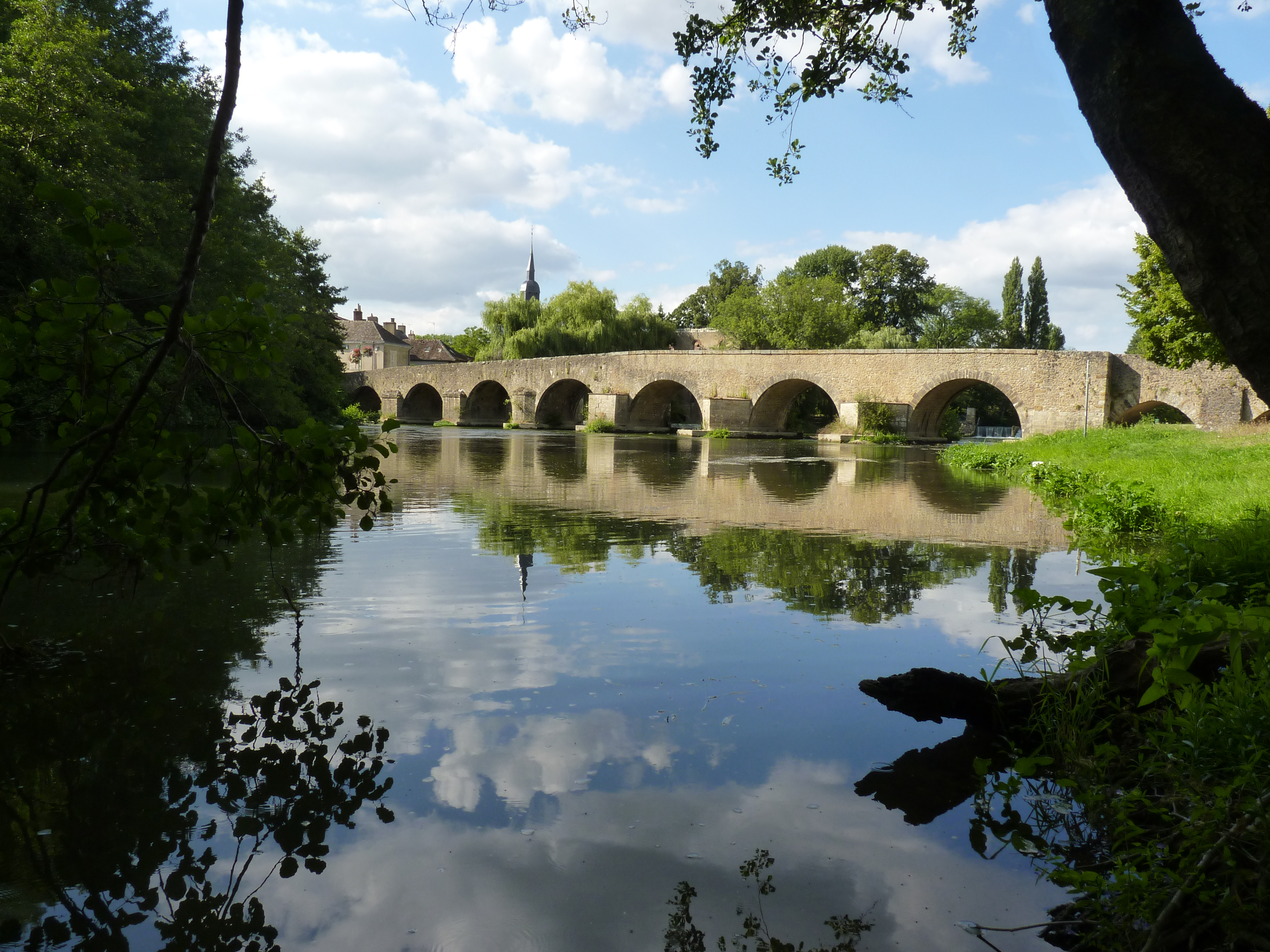
Le pont romain.
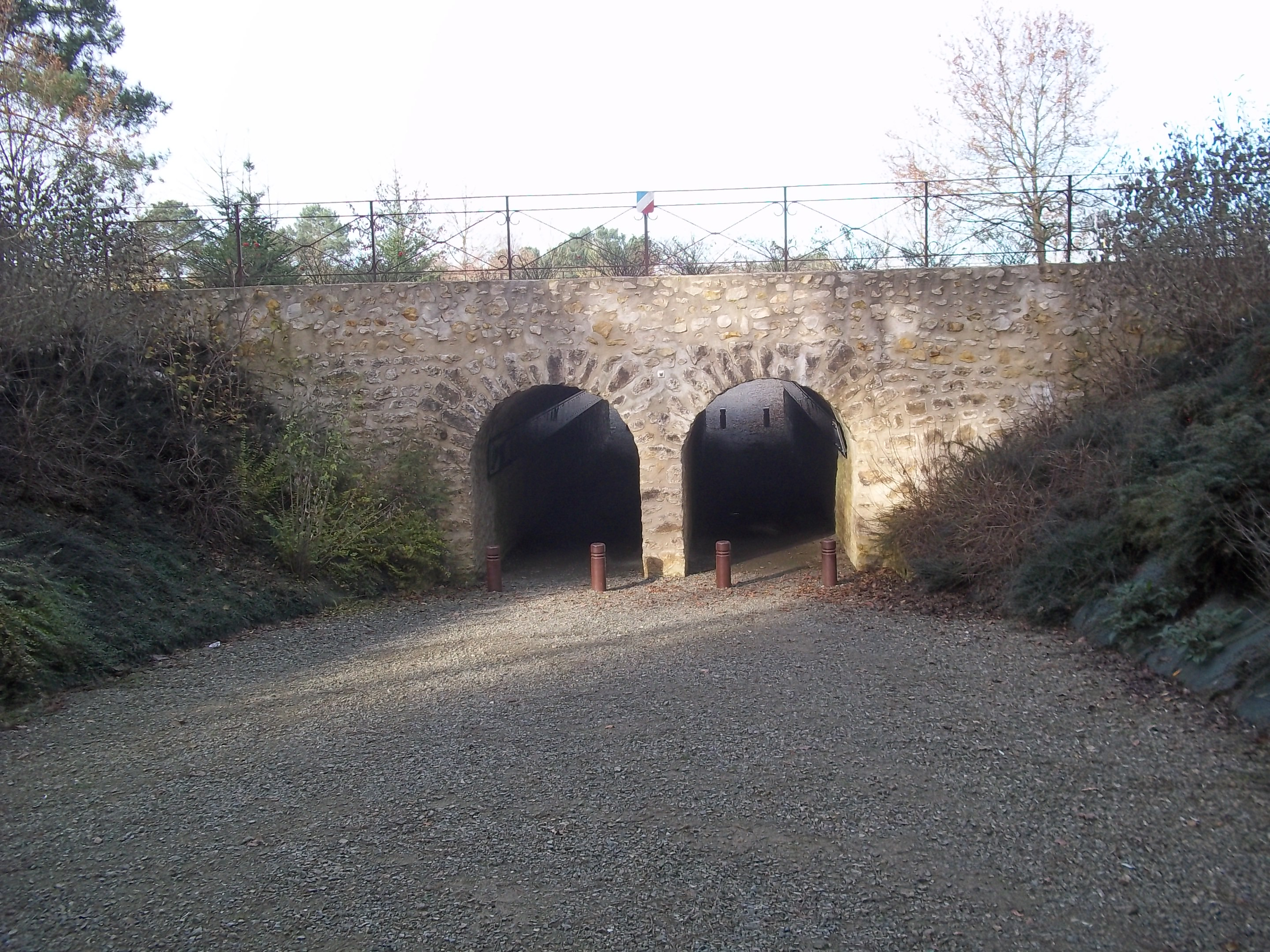
Le pont du circuit du Grand Prix de 1906.

#### Patrimoine religieux

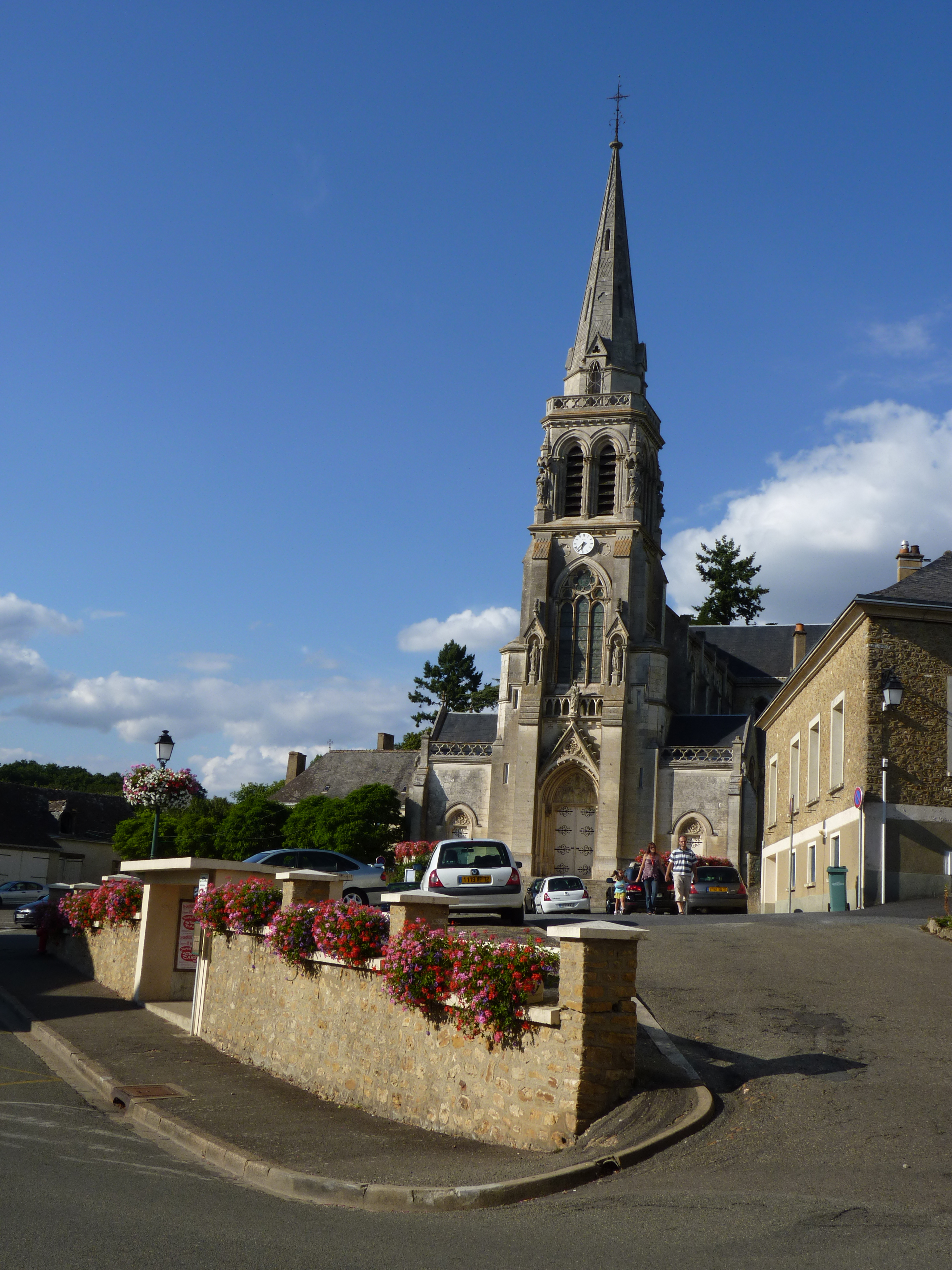
L'église Notre-Dame.

- Église Notre-Dame, datée de 1858, située sur l'ancienne commune de Montfort-le-Rotrou, inscrite au titre des monuments historiques en 2007[32].
- Église Saint-Gilles, du XIe siècle, située sur l'ancienne commune de Pont-de-Gennes. Dans le cimetière Saint-André, du XIIe siècle, se trouve le tombeau du Croisé.
- Prieuré du Pont de Gennes, dit aussi prieuré Saint-Gilles-et-Saint-Victor du Pont-de-Gennes, au pied de Montfort dans le Maine. Fondé, sous l'épiscopat de Hoël du Mans (1045-1097), évêque du Mans (1085-1097), par Agnès, femme de Hugues de Gennes[33]. Il semble que le vocable est changé pour devenir Saint-Gilles-et-Saint-Loup[34],[Note 8]. Ce prieuré dépendait de l'abbaye Saint-Avit-les-Guêpières
- Église de Saussay, des Xe au XIIe siècles et du XVIe siècle, située sur le hameau de Saussay, inscrite au titre des monuments historiques en 1973[35]. Son architecture est de style roman. Des peintures murales ont été découvertes sous le plâtre dans les années 1980.

### Sports
La commune de Montfort-le-Gesnois était traversée en 1906 par le circuit d'une épreuve de 12 heures, aïeule des 24 Heures du Mans.
Le circuit de l'époque était : la fourche d'Auvours, Bouloire, Saint-Calais, forêt de Vibraye, Cherré, Connerré et Montfort-le-Gesnois.
Depuis 2011 et l'inauguration de la salle près du stade, le village possède un complexe sportif avec un piste d'athlétisme en intérieur notamment, mais également un dojo de judo et la possibilité de pratiquer divers sport en intérieur tels que le handball, le football ou le basketball.

### Manifestations
- 2e dimanche de mai : fête des Vieux Métiers sur l'espace du Pont Romain.
- Dimanche de la Saint-Nicolas : cross.
- Mi-septembre (à partir de 2010, mi-avril antérieurement) : course pédestre 7 km et 15 km ou semi-marathon, le Tour des Sittelles[37].

### Personnalités liées à la commune
- Louis-Jacques Moreau de la Sarthe (1771-1826), médecin et anatomiste, y est né.
- Honoré Broutelle (1866-1929), médecin, poète et xylographe, y vécut.

### Héraldique
| Blason de Montfort-le-Gesnois | Blason  | De gueules à deux léopards d'or l'un au-dessus de l'autre. |
| Blason de Montfort-le-Gesnois | Détails | Le statut officiel du blason reste à déterminer.           |